# Bai ye

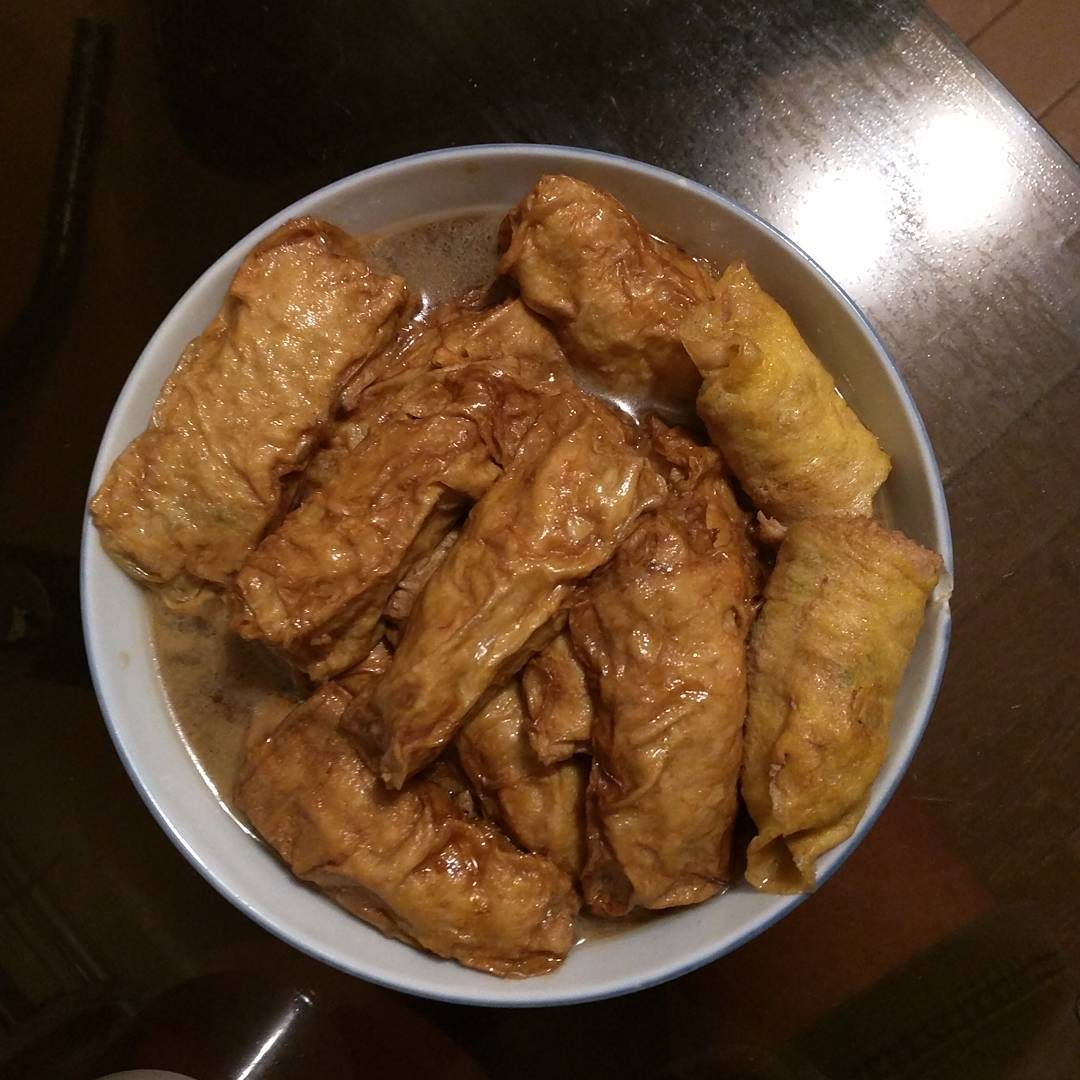
Bai ye farci.

Le bai ye (chinois : 百页 ; pinyin : baiyè, également appelé  Baiye bao (chinois : 百页包 ; pinyin : baiyè bao ; litt. « brioche de cent pages ») est un plat traditionnel chinois. En l'état brut, il s'agit d'une tranche de tofu. Lorsque servi, il est fait d'un rouleau cylindrique de tofu enrobant des légumes et de viande à l'intérieur. Des ingrédients supplémentaires tels que le sel, le sucre et l'huile végétale peuvent être ajoutés. En règle générale, ce plat est servi avec du seitan dans le cadre d'une soupe.
- (en) Cet article est partiellement ou en totalité issu de l’article de Wikipédia en anglais intitulé « Bai ye » (voir la liste des auteurs).